# كريستال سيمرغ
كريستال سيمرغ أو كريستال فينيكس (بالفارسية: ‌سیمرغ بلورین) هي جائزة يقدمها مهرجان الفجر السينمائي الدولي في ايران سنويًا. تُمنح ضمن عدة فئات من المسابقة الدولية وكذلك مسابقة السينما الإيرانية.